# Prychepivka
Prychepivka  (ucraniano: Причепівка) es una localidad del Raión de Ivanivka en el Óblast de Odesa de Ucrania). Según el censo de 2001, tiene una población de 170 habitantes.